# Анна Рівкін-Брікк
Анна Рівкін-Брікк (швед. Anna Riwkin-Brick; 10 червня 1908, Сураж, Російйська імперія- 19 грудня 1970, Тель-Авів, Ізраїль) — шведський фотограф та журналістка.

### Біографія
Анна Рівкін народилася в 1908 році в місті Сураж (в різних джерелах вкаується Сураж на території Витебский уезд та Сураж в складі Чернігівської губернії). Її батько Шолом-Шендер Вольфович Ривкін (Ривкін, 1878—1930), уродженець Гомеля вивчав філософію в Гайдельберзькому університеті, опоблікував розповіді та нариси в періодичних виданнях на їдиш та російській мові; мати- Фрейда Нафтолевна Перельман (Фріда Рівкін, 1881—1944) родом із Кобриню. Батьки уклали шлюб 4 липня 1902 року в Гомелі. В 112 році сімя переїхала в Гомель, в 1915 році в Стокгольм. З 1919 року Анна з матір'ю, братам та сестрами проживали в Німеччині в Свіноуйсьце. В 1922 році вони повернулися в Швецію. Анна ходила в Уітлокску школу в Стокгольмі, також відвідувала балетну школи Вери Александровой. Однак внаслідок травми ноги змусила її відмовитися від танцювальної кар'єри.
У 1927 році Анна Ривкін вийшла заміж за журналіста і перекладача Даніеля Брікка. У тому ж році вона почала вчитися фотографії, а в 1929 році відкрила власне фотоательє. Вона спеціалізувалася на портретній фотографії та створила, в числі іншого, фотопортрети таких шведських письменників, як Карін Боє і Гаррі Мартінсон. Окрім того, Рівкін-Брікк створювала знімки танцюристів і танцювальних сцен. У 1932 році був виданий альбом її фотографій в цьому жанрі, «Svensk Danskonst».
Брат та сестра Анни, Евгения і Йосеф, співпрацювали з авангардним шведським журналом Spektrum, що висвітлювали широке коло тем від літератури і музики до архітектури і психоаналізу. З 1932 по 1935 рік Йосеф Рівкін також очолював однойменне видавництво. Анна, в свою чергу, була близька до кіл, сформованим навколо журналу, і створювала портрети авторів, які писали для нього, які потім використовувалися в якості книжкових ілюстрацій. У 1933 році вона побувала в Парижі, де фотографувала вуличні сцени і архітектуру. Крім того, вона створила ряд портретів письменників і художників-сюрреалістів, в тому числі Андре Бретона,Ганс Арпа, Сальвадора Далі, Макса Ернста, Ман Рея.
З 1940 року Анна Рівкін-Брікк займалася документальною фотографією. У 1942 році вона супроводжувала журналістку Елли Янес в Лапландію, і вони випустили спільну книгу «Renarna visar vägen». У 1955 році вийшла її спільна з Іваром Ло-Юхансона книга «Zigenarväg» про життя циган на території Швеції. Однак найбільший успіх їй принесли дитячі книги з фотоілюстраціями (для дев'яти з них тексти написала Астрід Ліндгрет). Багато з них розповідали історії дітей з різних країн.
Будучи за походженням єврейкою, Анна Рівкін-Брікк цікавилася державою Ізраїль з самого початку його виникнення. У 1948 році вона опублікувала книгу «Палестина», текст для якої написав Даніель Брікк, а в 1955 році вийшла їхня спільна книга «Ізраїль». В Ізраїлі також була зроблена одна з найвідоміших фотографій Анни Рівкін, на якій зображена стара жінка з піднятою вгору рукою і яку Едвард Стайхен відібрав, в числі 500 знімків з різних країн, для своєї виставки «Род человеческий» в Музеї модерного мистецтва. Під враженням від цієї виставки Ганна опублікувала в 1962 році книгу «Medmänniskor», до якої увійшли вибрані портрети за всі роки її кар'єри фотографа.
Анна Рівкін-Брікк померла в Ізраїлі в 1970 році. Свій фотоархів вона заповіла шведському Музею сучасного мистецтва.